# 谯仕彦
谯仕彦（1963年4月13日—），男，中国四川省南充市阆中市人，中国饲料专家，中国农业大学教授、博士生导师，国家饲料工程技术研究中心主任，中国工程院院士。
1963年4月13日，谯仕彦出生于阆中市宝马乡大柏垭（现属洪山镇）。谯仕彦的五年小学、两年初中在大柏垭小学（原宝马乡第二小学校）度过。1978年，谯仕彦初中毕业并在洪山中学读高中。1982年，谯仕彦两次高考落榜后在阆中河溪中学顺利考上北京农业大学。
1987年，谯仕彦从北京农业大学兽医系兽医专业毕业。1987年7月至1995年5月，谯仕彦历任北京农业大学兽医系助理兽医师、兽医师。1995年9月，北京农业大学与北京农业工程大学合并成立中国农业大学，谯仕彦就职于中国农业大学动物科技学院，先后任中国农业大学动物科学技术学院讲师、副教授、教授。1997年，谯仕彦从中国农业大学博士毕业并获农学博士学位。1998年至1999年，在加拿大萨斯喀彻温大学畜牧系从事博士后研究。
2000年6月起，历任国家饲料工程技术研究中心副主任、主任及农业部饲料工业中心副主任、主任。2001年7月起，担任北京龙科方舟生物工程技术有限公司董事兼经理。2004年3月起，担任北京中科景明生物技术有限公司监事。2006年9月至2022年2月，担任北京都润科技有限公司董事。2009年至2019年，担任中国农业大学动物科学技术学院动物营养与饲料科学系副系主任、系主任。2010年10月起，任生物饲料添加剂北京市重点实验室主任。2014年3月至2022年2月，担任林州中农颖泰生物肽有限公司董事。2017年6月至2020年6月，任美农生物公司（深交所：301156）独立董事。2020年6月至今，任美农生物公司董事。2021年5月至今，任中牧实业股份有限公司（上交所：600195）独立董事。2021年10月起，任北京大北农科技集团股份有限公司（深交所：002385）独立董事。
2021年11月，谯仕彦当选中国工程院院士。
2022年7月18日，谯仕彦受聘为西北农林科技大学“讲席教授”。此外，谯仕彦为贵州大学动物科学学院名誉院长。